# Vernonanthura cuneifolia
Vernonanthura cuneifolia là một loài thực vật có hoa trong họ Cúc. Loài này được (Gardner) H.Rob. miêu tả khoa học đầu tiên năm 1992.